# Irak en los Juegos Paralímpicos
Irak en los Juegos Paralímpicos está representado por el Comité Paralímpico Nacional de Irak, miembro del Comité Paralímpico Internacional.
Ha participado en ocho ediciones de los Juegos Paralímpicos de Verano, su primera presencia tuvo lugar en Barcelona 1992. El país ha obtenido un total de veintiuna medallas en las ediciones de verano: cuatro de oro, ocho de plata y nueve de bronce.
En los Juegos Paralímpicos de Invierno Irak no ha participado en ninguna edición.

## Medallero

### Por edición
Juegos Paralímpicos de Verano
| Evento              | Oro | Plata | Bronce | Total |
| ------------------- | --- | ----- | ------ | ----- |
| Barcelona 1992      | 0   | 0     | 1      | 1     |
| Atlanta 1996        | –   | –     | –      | –     |
| Sídney 2000         | 0   | 0     | 0      | 0     |
| Atenas 2004         | 1   | 0     | 1      | 2     |
| Pekín 2008          | 0   | 1     | 1      | 2     |
| Londres 2012        | 0   | 2     | 1      | 3     |
| Río de Janeiro 2016 | 2   | 3     | 0      | 5     |
| Tokio 2020          | 0   | 1     | 2      | 3     |
| París 2024          | 1   | 1     | 3      | 5     |
| TOTAL               | 4   | 8     | 9      | 21    |

### Por deporte
Deportes de verano
| Evento                     | Oro | Plata | Bronce | Total |
| -------------------------- | --- | ----- | ------ | ----- |
| Atletismo                  | 2   | 3     | 5      | 10    |
| Esgrima en silla de ruedas | 0   | 2     | 0      | 2     |
| Levantamiento de potencia  | 1   | 3     | 4      | 8     |
| Tenis de mesa              | 1   | 0     | 0      | 1     |
| TOTAL                      | 4   | 8     | 9      | 21    |